# Masato Sasaki
Masato Sasaki (佐々木 雅人 Sasaki Masato?, Saitama, 9 de abril de 1992) es un futbolista japonés que juega como delantero.

## Trayectoria

### Clubes
| Club             | País  | Año       |
| ---------------- | ----- | --------- |
| YSCC Yokohama    | Japón | 2015-2016 |
| Fujieda MYFC     | Japón | 2017      |
| MIO Biwako Shiga | Japón | 2018      |